# New Demons
New Demons — четвёртый студийный альбом американской электроникор-группы I See Stars, изданный 22 октября 2013 года на лейбле Sumerian Records. Первоначально дата выхода была назначена на 13 августа, затем перенесена на 17 сентября, но в итоге по неизвестным причинам альбом был выпущен 22 октября. New Demons отличается по стилистике от предыдущих альбомов ещё более утяжелённым звуком, использованием большого количества элементов EDM, а также усилением позиции клавишника Зака Джонсона как вокалиста. Klayton из Celldweller, Mutrix, and Razihel участвовали в программировании электроники на нескольких треках. Это также последний альбом с участием Зака Джонсона и ритм-гитариста Джимми Грэгерсона, покинувших группу в 2015 году.

## Информация
Группа начала работу над "New Demons" сразу после выхода "Digital Renegade" в 2012 году. Непосредственно сама запись проходила в первой половине 2013 года. Первый альбомный сингл "Violent Bounce (People Like ¥øµ)" был выпущен через YouTube-канал лейбла в формате лирик-видео. Позже были выпущены синглы "Murder Mitten" и "New Demons". До релиза альбома группа также вживую сыграла песню "Ten Thousand Feet". Песня "Murder Mitten" была написана обоими братьями Оливерами и посвящена их матери, страдавшей в их детстве алкоголизмом.

## Продажи
Альбом дебютировал на 28 месте чарта Billboard 200, 10 месте Top Rock Albums Albums,, будучи проданным количеством 10 000 копий в первую неделю. На июнь 2016 года общие продажи достигли 47 000 копий, делая его на данным момент самым коммерчески успешным релизом группы.

## Список композиций
Все тексты написаны Дэвином Оливером, Эндрю Оливером и Заком Джонсоном, вся музыка написана I See Stars.
| №                   | Название                            | Длительность |
| ------------------- | ----------------------------------- | ------------ |
| 1.                  | «Initialization Sequence»           | 0:54         |
| 2.                  | «Ten Thousand Feet»                 | 5:44         |
| 3.                  | «Follow Your Leader»                | 4:46         |
| 4.                  | «New Demons»                        | 4:42         |
| 5.                  | «Violent Bounce (People Like ¥øµ)»  | 4:44         |
| 6.                  | «Murder Mitten»                     | 5:03         |
| 7.                  | «We're Not In Kansas Anymore»       | 4:46         |
| 8.                  | «Judith Rules»                      | 4:12         |
| 9.                  | «Boris the Animal»                  | 4:03         |
| 10.                 | «Crystal Ball»                      | 3:43         |
| 11.                 | «When I Say Jump, You Say How High» | 3:17         |
| 12.                 | «Who Am I?»                         | 4:28         |
| Общая длительность: | Общая длительность:                 | 50:26        |

## Участники записи

### I See Stars
- Дэвин Оливер – чистый вокал
- Зак Джонсон – экстрим-вокал, синтезатор, секвенсор, программирование
- Брент Аллен – соло-гитара
- Джимми Грэгерсон – ритм-гитара
- Джефф Валентайн – бас-гитара
- Эндрю Оливер – ударные, перкуссия, бэк-вокал, дополнительный чистый вокал в «Murder Mitten»

### Производство
- Джои Стёрджис – продюсирование, микширование и мастеринг
- Ник Скотт - инжиниринг и сопродюсирование

## Чарты
| Чарт (2013)                                               | Высшая позиция |
| --------------------------------------------------------- | -------------- |
| США (Billboard 200)                                       | 28             |
| США (Billboard Top Alternative Albums)                    | 6              |
| США (Billboard Dance/Electronic Albums) · (remix version) | 10             |
| США (Billboard Top Hard Rock Albums)                      | 5              |
| США (Billboard Independent Albums)                        | 4              |
| США (Billboard Top Rock Albums)                           | 10             |